# توم هيوز (لاعب كرة قاعدة أمريكي)
توم هيوز (بالإنجليزية: Tom Hughes)‏ هو لاعب كرة قاعدة أمريكي، ولد في 28 يناير 1884 في كول كريك في الولايات المتحدة، وتوفي في 1 نوفمبر 1961 في لوس أنجلوس في الولايات المتحدة.

## وصلات خارجية
- توم هيوز على موقع دوري كرة القاعدة الرئيسي (الإنجليزية)
- توم هيوز على موقعبيزبول رفرنس.كوم (الدوري الرئيسي) (الإنجليزية)
- توم هيوز على موقعبيزبول رفرنس.كوم (الدوري الثانوي) (الإنجليزية)